# Кріс Сільван
Кріс Сільван (англ. Chris Sylvan; нар. 18 березня 1955) — колишній американський тенісист.
Найвищу одиночну позицію світового рейтингу — 203 місце досяг 12 липня 1978 року.
Найвищим досягненням на турнірах Великого шолома було 2 коло в парному розряді.

## Титули на челленджерах

### Парний розряд: (1)
| Ранг | Дата        | Турнір                        | Покриття | Партнер            | Суперник                | Рахунок       |
| ---- | ----------- | ----------------------------- | -------- | ------------------ | ----------------------- | ------------- |
| 1.   | Липень 1978 | Ролі (Північна Кароліна), США | Ґрунт    | Франсіско Гонсалес | Білл Ксіпкей Джон Седрі | 6–2, 3–6, 6–3 |